# Wahpeton (North Dakota)
Wahpeton ist eine Kleinstadt (mit dem Status „City“) und Verwaltungssitz des Richland County im US-amerikanischen Bundesstaat North Dakota. Das U.S. Census Bureau hat bei der Volkszählung 2020 eine Einwohnerzahl von 8.007 ermittelt.

## Geografie
Wahpeton liegt im Südosten North Dakotas am Zusammenfluss von Bois de Sioux River und Otter Tail River zum Red River of the North. Dabei bilden der Bois de Sioux River und der Red River die Grenze zur Nachbarstadt Breckenridge in Minnesota. Die geografischen Koordinaten von Wahpeton sind 46°15′55″ nördlicher Breite und 96°36′21″ westlicher Länge. Das Stadtgebiet erstreckt sich über eine Fläche von 13,7 km².
Benachbarte Orte von Wahpeton sind Breckenridge (am gegenüberliegenden Flussufer), Kent in Minnesota (23,2 km nordnordwestlich), Doran (14,4 km südöstlich), Fairmount (25,3 km südlich), Great Bend (27,6 km südwestlich), Mooreton (22 km westlich), Dwight (15 km westnordwestlich) und Abercrombie (27,2 km nordnordwestlich).
Die nächstgelegenen größeren Städte sind Fargo in (75,4 km nordnordwestlich), Duluth in Minnesota am Oberen See (383 km ostnordöstlich), Minneapolis in Minnesota (326 km südöstlich), Sioux Falls in South Dakota (336 km südlich) und North Dakotas Hauptstadt Bismarck (393 km westnordwestlich).

## Verkehr
Im Stadtgebiet von Wahpeton treffen die North Dakota Highways 13, 127 und 210 zusammen. Die Stadt ist über zwei Straßenbrücken und eine Eisenbahnbrücke mit der Nachbarstadt Breckenridge verbunden. Alle weiteren Straßen sind untergeordnete Landstraßen, teils unbefestigte Fahrwege sowie innerörtliche Verbindungsstraßen.
Im Knotenpunkt Wahpeton treffen mehrere Eisenbahnlinien der Red River Valley and Western Railroad zusammen, einer regionalen Eisenbahngesellschaft, die auf von der BNSF Railway gepachteten Strecken Frachtverkehr betreibt.
Mit dem Harry Stern Airport in Wahpeton befindet sich im südlichen Stadtgebiet ein kleiner Flugplatz. Die nächsten größeren Flughäfen sind der Hector International Airport in Fargo (85,7 km nordnordwestlich) und der Minneapolis-Saint Paul International Airport (349 km südöstlich).

## Demografische Daten
Nach der Volkszählung im Jahr 2010 lebten in Wahpeton 7766 Menschen in 3151 Haushalten. Die Bevölkerungsdichte betrug 566,9 Einwohner pro Quadratkilometer. In den 3151 Haushalten lebten statistisch je 2,17 Personen.
Ethnisch betrachtet setzte sich die Bevölkerung zusammen aus 92,6 Prozent Weißen, 1,3 Prozent Afroamerikanern, 3,1 Prozent amerikanischen Ureinwohnern, 0,8 Prozent Asiaten, 0,1 Prozent Polynesiern sowie 0,3 Prozent aus anderen ethnischen Gruppen; 1,8 Prozent stammten von zwei oder mehr Ethnien ab. Unabhängig von der ethnischen Zugehörigkeit waren 2,0 Prozent der Bevölkerung spanischer oder lateinamerikanischer Abstammung.
20,3 Prozent der Bevölkerung waren unter 18 Jahre alt, 67,1 Prozent waren zwischen 18 und 64 und 12,6 Prozent waren 65 Jahre oder älter. 48,4 Prozent der Bevölkerung war weiblich.
Das mittlere jährliche Einkommen eines Haushalts lag bei 44.089 USD. Das Pro-Kopf-Einkommen betrug 23.752 USD. 13,3 Prozent der Einwohner lebten unterhalb der Armutsgrenze.

## Bekannte Bewohner
- Donald Grant Nutter (1915–1962), 15. Gouverneur von Montana – besuchte das College in Wahpeton
- William E. Purcell (1856–1928), demokratischer US-Senator (1910–1911)[7] – lebte die längste Zeit seines Lebens in Wahpeton und ist dort bestattet[8]
- Porter J. McCumber (1858–1933), langjähriger republikanischer US-Senator von North Dakota (1899–1923)[9] – praktizierte lange als Anwalt in Wahpeton
- Sam Anderson (* 1945), Schauspieler – geboren und aufgewachsen in Wahpeton[10]